# Supercoppa ucraina 2017 (pallavolo femminile)
La Supercoppa ucraina 2017 si è svolta il 15 ottobre 2017: al torneo hanno partecipato due squadre di club ucraine e la vittoria finale è andata per la seconda volta consecutiva al Chimik.

## Regolamento
Le squadre hanno disputato una gara unica.

## Squadre partecipanti
| Squadra   | Qualificazione                                         | Ultima partecipazione   |
| --------- | ------------------------------------------------------ | ----------------------- |
| Chimik    | Vincitrice Superliha 2016-17/Coppa d'Ucraina 2016-2017 | Supercoppa ucraina 2016 |
| Halyčanka | Finalista Coppa d'Ucraina 2016-2017                    | Debutto                 |

## Torneo
| 15 ottobre 2017 Palazzo Budivel'nyk, Čerkasy Durata: ? - Spettatori: ? | Chimik | 3 - 1 | Halyčanka | 25-19, 19-25, 25-15, 25-14 |